# Řád (organizace)
Řád jakožto označení organizace pochází z označení pro různé formy mnišského nebo jiného řeholního života v církvi. Dnes se toto slovo používá zejména k označení hierarchicky organizovaných společenství zřízených některou církví, tzv. církevních řádů, nikoliv k označení jejich řehole. V katolické církvi se rozlišují řády a řeholní kongregace. Církevní řády existují i v jiných církvích, například anglikánské. Zvláštním typem duchovních řádů jsou rytířské řády.
Název řád se v novověku nezřídka používá i k označení různých společenství, jejichž ideje nebo forma jsou inspirovány církevními řády. Mezi takové patří například Rosekruciánský řád, ale i zcela novodobé spolky typu Ordo Lumen Templi. Severočeským specifikem je teplický rytířský Řád sv. Konstantina a Heleny v českých zemích, který se hlásí k historickému pravoslavnému řádu, jehož kořeny sahají do 4. století, avšak v novodobé podobě pravděpodobně jeho činnost spočívá jen v symbolickém povyšování do rytířského stavu jako formě ocenění za charitativní činnost nebo za podporu pravoslavné církve. Některé z řádů působí či působily jako tajné společnosti nebo bez oficiální právní subjektivity, jiné mají právní formu například občanského sdružení.